# Lugos (Gironde)
Lugos település Franciaországban, Gironde megyében. Lakosainak száma 1137 fő (2022. január 1.). Lugos Salles, Belin-Béliet, Sanguinet, Saugnacq-et-Muret, Ychoux, Biscarrosse és Parentis-en-Born községekkel határos.

## Népesség
A település népességének változása:
| Lakosok száma | 390  | 415  | 476  | 760  | 862  | 886  | 927  | 974  | 995  | 1137 |
|               | 1968 | 1982 | 1990 | 2006 | 2013 | 2015 | 2017 | 2019 | 2020 | 2022 |